# 黃彥士
黄彦士（1569年—1630年），字抑美，號武皋，湖廣黄州府黄陂县人，軍籍，明朝政治人物。

## 生平
万历二十五年（1597年）丁酉科湖廣乡试舉人，三十二年（1604年）甲辰科进士，工部觀政，三十三年授行人司行人，三十八年考選，四十年授贵州道御史，四十一年熊廷弼杀人媚人案起，与东林党进行党争，四十二年巡视陕西茶马，深陈牧马之害，四十三年丁憂。泰昌元年（1620年）復除廣西道，巡按河南，天启二年（1622年）升山东右参政，三年京察免官。